# Markea sessiliflora
Markea sessiliflora là loài thực vật có hoa trong họ Cà. Loài này được Ducke mô tả khoa học đầu tiên năm 1915.